# Kapitein-ter-zee

Insignes d'épaule.

Kapitein-ter-zee en français : « capitaine de vaisseau » est un grade militaire de la Marine royale néerlandaise. Ce nom est aussi utilisé dans la composante marine des forces armées belges, pour désigner le capitaine de vaisseau.

## Description
Au sein des forces armées néerlandaises, le kapitein-ter-zee est l'équivalent du kolonel tant dans l'armée de terre que l'armée de l'air. Selon l'OTAN, il s'agit d'un grade noté OF-5, il est donc l'équivalent d'un capitaine de vaisseau en France ou Belgique ou d'un captain dans la Royal Navy.
Il est le supérieur du kapitein-luitenant ter zee (nl) et le subordonné du commandeur.